# ケジア・フェーンドルフ
ケジア・フェーンドルフ（Keziah Veendorp、1997年2月17日 - ）は、オランダ・ホーゲザンド＝サッペメール出身のサッカー選手。ベンガルールFC所属。ポジションはDF。

## 経歴
2008年より、フローニンゲンで育成され、2014年にはUEFA U-17欧州選手権2014に参加している。2016年2月20日、AZとの試合でトップチームデビューを果たした。
2017年7月4日、FCエメンに移籍した。